# William Brede Kristensen

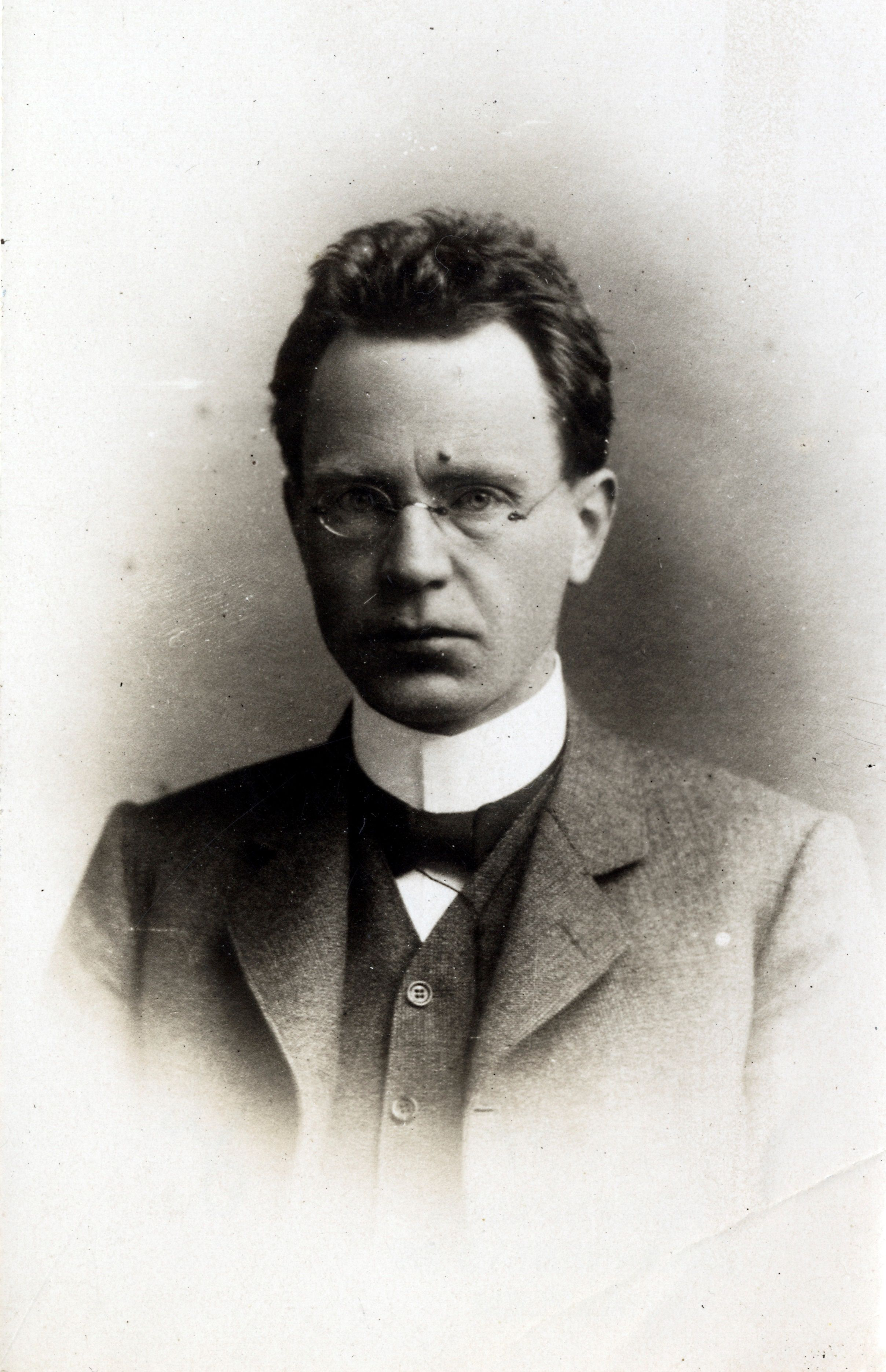
Kristensen (1914).

William Brede Kristensen, född den 21 juni 1867 i Kristianssand, död den 25 september 1953 i Leiden, var en norsk religionshistoriker.
Kristensen blev student 1884. Han studerade en kort tid teologi, men sysslade från höstterminen 1887 uteslutande med religionshistoria, först i Kristiania, senare (1890-92) i Leiden under professor Tiele och (1892-93) i Paris under Maspero. 
År 1896 tog han den filosofiska doktorsgraden i Kristiania på avhandlingen Ægypternes Forestillinger om Liv efter Døden i Forbindelse med Guderne Ra og Osiris. Han blev 1898 stipendiat i religionshistoria vid Kristiania universitet och utnämndes 1901 till professor i samma ämne och religionsfilosofi vid universitetet i Leiden. 
Åren 1903-07 var han medlem av redaktionen av Theologisch Tijdschrift; i denna och andra tidskrifter  offentliggjorde han en rad studier.
- Wikimedia Commons har media som rör William Brede Kristensen.